# Codi ATC M05
El  codi ATC M05, descrit com Fàrmacs per al tractament de malalties òssies, és una subgrup terapèutic de l'Anatomical, Therapeutic, Chemical Classification System (ATC). La classificació ATC és un sistema de codis alfanumèric desenvolupat per l'Organització Mundial de la Salut (OMS) per als fàrmacs i altres productes sanitaris. El subgrup M05 és part del grup anatòmic M Sistema musculoesquelètic.

Els codis per a ús veterinari (codis ATCvet) poden han estat creats afegint la lletra Q davant dels codis ATC humans: QM05... 
Les adaptacions estatals de la classificació ATC poden incloure codis addicionals no presents en aquesta llista, que segueix la versió de l'OMS.

## M05B Agents que afecten l'estructura òssia i la mineralització
M05B A Bifosfonats
M05B B Bifosfonats i calci, preparats seqüencials
M05B C Proteïnes morfogenètiques òssies
M05B X Altres fàrmacs que afecten la mineralització